# Ошейниковый ястреб
Ошейниковый ястреб (лат. Tachyspiza cirrocephala) — вид хищных птиц из семейства ястребиных (Accipitridae). Выделяют два подвида.  Распространён в материковой части Австралии, Тасмании и Новой Гвинее.

## Описание
Ошейниковый ястреб — небольшой ястреб с общей длиной 27—38 см и размахом крыльев от 53 до 77 см. Самки тяжелее самцов и в среднем весят 218 г, тогда как самцы — 126 г. Крылья закруглённые, хвост длинный (13—16 см) с квадратным окончанием, ноги и пальцы длинные. Половой диморфизм в окраске оперения не выражен. Голова серая. Верхняя часть тела сланцево-серая, иногда с коричневым оттенком. Задняя часть воротника коричневая. Нижняя часть тела с частыми чередующимися беловатыми узкими полосками белого и рыжего цвета. Подкрылья и хвост испещрены полосками. Клюв чёрный с серым основанием. Восковица желтовато-зелёная. Радужная оболочка, ноги и ступни жёлтые.
У молодых особей верхняя часть коричневая с бледными прожилками на голове и затылке. Края перьев на спине и крыльях с рыжеватыми краями. Нижняя часть белая с коричневыми прожилками на груди и коричневыми полосами на брюхе. Восковица от кремового до зеленовато-жёлтого цвета, радужная оболочка от коричневого до бледно-жёлтого цвета. Ноги и ступни бледно-жёлтые.

## Питание
Ошейниковый ястреб охотится в дневное время (чаще на рассвете или вечером) со скрытой присады или в полёте между деревьями. Питается в основном мелкими птицами массой до 100 г, но иногда и более крупными видами, такими как сизый голубь (Columba livia), хохлатый бронзовокрылый голубь (Ocyphaps lophotes) и австралийский перепел (Coturnix pectoralis). В состав рациона входят пятнистая горлица (Spilopelia chinensis), зелёная розелла (Platycercus caledonicus), чёрный дрозд (Turdus merula), прекрасный расписной малюр (Malurus cyaneus), желтогорлый медосос (Nesoptilotis flavicollis), ласточковый попугай (Lathamus discolor), домовый воробей и др. Изредка ловит насекомых, ящериц и мелких млекопитающих (включая летучих мышей).

## Размножение
Ошейниковые ястребы — моногамные птицы, связь между парами длится не менее года, а возможно, и дольше, поскольку некоторые пары остаются рядом со своим гнездом круглый год. Сезон размножения приходится на период с июля по декабрь. Гнездо в виде платформы, сооружённой из веток и палочек, размером 27—32 см в поперечнике и высотой 12—15 см, выстилается внутри зелёными листьями и размещается в развилке дерева на высоте 4—39 м от земли. В кладке обычно 3—4 яйца, редко два или пять. В случае потери кладки самки откладывают до трех последующих кладок за сезон. Насиживание продолжается 35 дней. Птенцы оперяются через 28—33 дня, но зависят от родителей ещё около 6 недель. Обе родительские птицы участвуют в строительстве гнезда, защите выводка и кормлении птенцов. Половая зрелость достигается в один год, при этом птицы иногда размножаются в молодом оперении.

## Подвиды и распространение
Ошейниковый ястреб широко распространён и встречается во всех местах обитания, кроме самых сухих пустынь. Иногда его можно увидеть в городских районах и даже мегаполисах. Несмотря на широкое распространение, довольно редок. Вероятно, ведёт оседлый образ жизни.
Выделяют два подвида:
- T. c. papuanus (Rothschild & Hartert, 1913) — Новая Гвинея и близлежащие острова
- T. c. cirrocephalus (Vieillot, 1817) — Австралия и Тасмания